# Маккуин, Стив
Терренс Стивен (Стив) Маккуин (англ. Terrence Stephen "Steve" McQueen; 24 марта 1930 — 7 ноября 1980) — американский киноактёр, авто- и мотогонщик.

## Биография

### Ранние годы
Стив Маккуин родился 24 марта 1930 года в небольшом городке Бич-Гров, пригороде Индианаполиса. Его отец, Уильям, был пилотом, выступавшим с аэробатическими трюками. Он бросил мать Стива, Джулиан, когда сыну было всего шесть месяцев. Поскольку Джулиан злоупотребляла алкоголем и не могла содержать ребёнка, в 1933 году ей пришлось отдать его на воспитание своим родителям, жившим в городе Слэйтере (штат Миссури). Во время Великой депрессии они переехали к брату дедушки Стива, Клоду, на его ферму.
Клод хорошо относился к своему внучатому племяннику, и у Стива остались самые лучшие воспоминания о жизни на его ферме. Впоследствии Стив утверждал, что многому научился у Клода. Именно Клод, когда Стиву исполнилось четыре года, подарил ему первый велосипед, который, как утверждал впоследствии Маккуин, пробудил в нём интерес к гонкам. Когда в возрасте восьми лет Стив вернулся к матери, жившей с новым мужем в Индианаполисе, Клод подарил ему золотые карманные часы с надписью «Стиву, который был мне сыном».
Стив, страдавший дислексией и частично оглохший в результате ушной инфекции, не смог адаптироваться к новой жизни. Он убегал из дома, совершал мелкие правонарушения. Через пару лет, не в силах контролировать сына, мать отправила его обратно к Клоду. Лишь спустя два года, когда Стиву было 12, он снова переехал к матери, которая жила уже с третьим мужем в Лос-Анджелесе.
Для Стива это было начало не самого лучшего периода в жизни. Он сразу начал конфликтовать с отчимом. По словам Маккуина, тот не раз пускал в ход кулаки. Вскоре Стив вновь вернулся к Клоду, однако в возрасте 14 лет сбежал, короткое время работал в цирке, после чего опять отправился к матери и отчиму. Там он примкнул к одной из уличных банд, став малолетним правонарушителем. Однажды он был задержан в момент кражи, после чего передан отчиму. Отчим избил Стива, и тот пригрозил его убить, если это повторится.
После этого отчим убедил Джулиан передать Стива в исправительную школу для подростков в Чайно-Хиллз. Там Стив начал постепенно меняться и повзрослел. Первоначально он не был особо популярен среди сверстников. Однако постепенно он стал примером для подражания и даже избран в Совет — орган самоуправления воспитанников. В 16 лет он покинул школу, а когда позже стал знаменитым, не раз приезжал туда для бесед с воспитанниками, лично отвечал на каждое их письмо, всю жизнь поддерживая связи со школой.
Покинув школу, Стив вернулся к матери, которая теперь жила в Гринвич-Виллидж, однако вскоре ушёл из дома. На какое-то время он устроился на судно, ходившее в Доминиканскую Республику, затем направился в Техас, где сменил несколько разных занятий.

### Военная служба
В 1947 году Маккуин поступил на службу в Корпус морской пехоты США, где быстро получил звание рядового первого класса и был назначен на военный корабль. Вначале он вновь проявил свой бунтарский характер, в результате чего вскоре за семь различных нарушений был разжалован в рядовые. Кроме того, однажды он не вернулся на службу из увольнения, проведя две недели с подругой до тех пор, пока не был задержан патрулём. Оказав сопротивление при задержании, он получил 41 день ареста.
После этого Маккуин изменил своё поведение, сконцентрировавшись на службе. Он отличился во время учений в Арктике, спасая товарищей по службе, которым угрожала опасность быть раздавленными льдом. Впоследствии он получил назначение в почётную охрану на яхту президента Гарри Трумэна. В 1950 году Маккуин с почётом уволился со службы.

### Начало актёрской карьеры

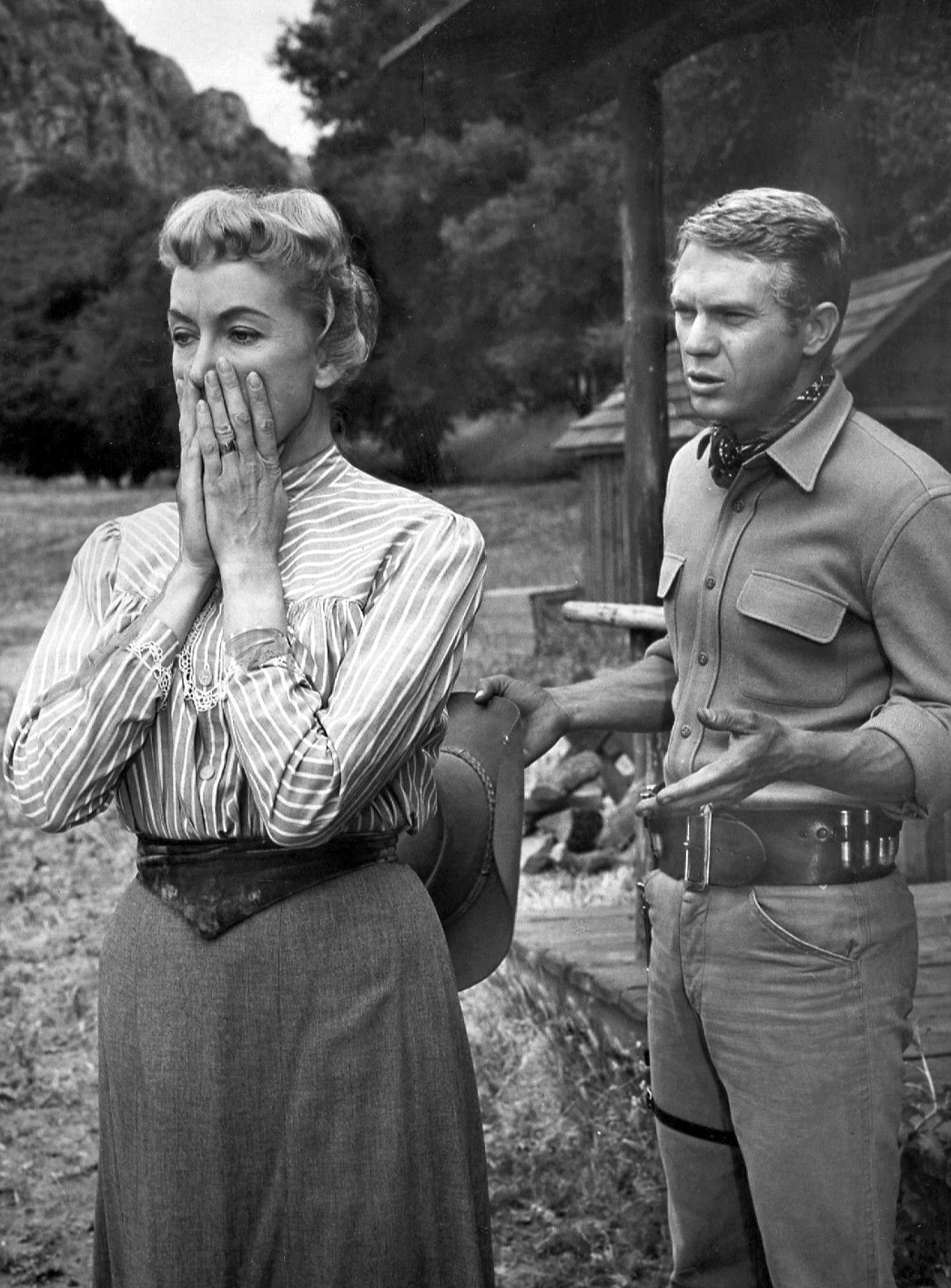
Вирджиния Грегг и Стив Маккуин в телевизионном сериале «Wanted Dead or Alive» (1959 год)

В 1952 году Маккуин использовал материальную помощь, предусмотренную законодательством для бывших военнослужащих, чтобы начать обучение актёрскому мастерству в школе Сэнфорда Мейснера. Одновременно он каждые выходные участвовал в мотогонках, вскоре став хорошим гонщиком. Участием в гонках он неплохо по тем временам зарабатывал и даже купил на призовые деньги свой первый мотоцикл.
После нескольких эпизодических появлений в различных постановках Маккуин получил первую заметную роль в фильме «Кто-то там наверху любит меня» с Полом Ньюманом в главной роли. В 1955 году он дебютировал на Бродвее в спектакле, где главную роль играл Бен Газзара. Когда Маккуин появился в телепостановке «Защитники», его взял на заметку голливудский менеджер Хилли Элкинс, после чего Маккуин снялся в фильмах «Никогда не люби незнакомца», «Капля» и «Большое ограбление банка в Сент-Луисе».

### Карьера в кино
Первой по-настоящему заметной ролью для Маккуина стала роль охотника за вознаграждением Джоша Рэндалла в телевизионном сериале-вестерне «Разыскивается: живой или мёртвый». Сериал транслировался по каналу CBS с 1958 по 1961 год. Всего было снято 94 серии.
В 29 лет Маккуин получил от Фрэнка Синатры приглашение в фильм «Так мало никогда», который снимал Джон Стерджес. Этот же режиссёр годом позже пригласил его в фильм «Великолепная семёрка» на роль одного из стрелков, защищающего мексиканскую деревню. После участия в этом фильме Маккуин ушёл из телесериала. Режиссёры начали постоянно приглашать его исполнять характерные роли, главным образом в боевиках и криминальных картинах. Среди запоминающихся ролей 1960-х: «Большой побег», «Солдат под дождем», «Любовь с подходящим незнакомцем», «Песчаная галька». В фильме 1968 года «Буллит» актёр воплотил на экране одну из наиболее классических для его имиджа ролей — бескомпромиссного борца с преступностью лейтенанта Буллита. Партнёршей Маккуина стала Жаклин Биссет. Актёр, увлекавшийся авто- и мотогонками, в 1972 году представил поклонникам то, что они так долго ждали, — роль автогонщика в фильме «Ле-Ман». Большим творческим достижением Маккуина стала роль командира пожарных в картине «Ад в поднебесье». Фильм принёс киностудиям свыше $150 млн в прокате и лично Маккуину — около $15 млн (гонорар и доля в прокате).
После этой работы, на пике карьеры, Маккуин примерно на 4 года ушёл из кино. Он не появлялся на публике, уделял время семейной жизни, катался на любимом мотоцикле и посещал гонки. В 1978 году Стив Маккуин неожиданно вернулся на большой экран, снялся в нескольких фильмах, среди которых можно отметить роль в картине «Том Хорн».

### Личная жизнь
Актёр был трижды женат. От брака с первой женой Нейл Адамс (1956 год) он имел двух детей: дочь Терри Лесли и сына Чада. От Адамс актёр ушёл к партнерше по фильму «Побег», актрисе Эли Макгроу, ставшей его второй женой (1972). Она же явилась самой большой любовью его жизни. За несколько месяцев до смерти Маккуин женился на модели Барбаре Минти, позднее написавшей книгу о нём.
Между 1965 и 1970 годом имел непродолжительные любовные отношения с актрисой Джуди Карне.
Кроме автогонок, актёр увлекался восточными единоборствами и близко дружил с Чаком Норрисом и Брюсом Ли. На похоронах последнего Маккуин нёс его гроб.

## Смерть
С 1978 года Маккуин стал ощущать серьёзные проблемы со здоровьем. Заядлый курильщик бросил вредную привычку, но приступы кашля не давали покоя. Во время съёмок в фильме «Охотник» у него диагностировали злокачественный процесс в плевральной области. 7 ноября 1980 года Стив Маккуин скончался на 51-м году жизни от сердечного приступа. Это произошло на следующий день после того, как ему сделали операцию по удалению метастазов в области горла. Тело актёра было кремировано, и пепел развеян над Тихим океаном.

## Память
В память о легенде Голливуда было снято множество фильмов, например, «Я — Стив Маккуин», «Человек на пределе», «Стив Маккуин: человек и гонщик». Актёр стал эпизодическим персонажем фильма Квентина Тарантино «Однажды в Голливуде» и одним из героев одноимённого романа. Маккуин считается одним из прототипов Рика Далтона.

## Фильмография
| Год  |   | Русское название                      | Оригинальное название            | Роль                              |
| ---- | - | ------------------------------------- | -------------------------------- | --------------------------------- |
| 1953 | ф | Девушка в бегах                       | Girl On The Run                  | в титрах не указан                |
| 1956 | ф | Кто-то там наверху любит меня         | Somebody Up There Likes Me       | Фидель (в титрах не указан)       |
| 1958 | ф | Никогда не люби незнакомца            | Never Love a Stranger            | Мартин Кейбелл                    |
| 1958 | ф | Капля                                 | The Blob                         | Стив Эндрюс                       |
| 1959 | ф | Большое ограбление банка в Сент-Луисе | The Great St. Louis Bank Robbery | Джордж Фаулер                     |
| 1959 | ф | Так мало никогда                      | Never So Few                     | Билл Ринга                        |
| 1960 | ф | Великолепная семёрка                  | The Magnificent Seven            | Вин Таннер                        |
| 1961 | ф | Машина медового месяца                | The Honeymoon Machine            | лейтенант Фергюсон «Ферги» Ховард |
| 1962 | ф | Ад для героев                         | Hell Is for Heroes               | Джон Риз                          |
| 1962 | ф | Любовник войны                        | The War Lover                    | капитан Базз Риксон               |
| 1963 | ф | Большой побег                         | The Great Escape                 | Вирджил «Король карцера» Хильц    |
| 1963 | ф | Солдат под дождём                     | Soldier in the Rain              | сержант Юстис Клэй                |
| 1963 | ф | Любовь с подходящим незнакомцем       | Love with the Proper Stranger    | Рокки Папасано                    |
| 1965 | ф | Малыш, дождь должен пойти             | Baby the Rain Must Fall          | Генри Томас                       |
| 1965 | ф | Цинциннати Кид                        | The Cincinnati Kid               | Цинциннати Кид                    |
| 1966 | ф | Невада Смит                           | Nevada Smith                     | Макс «Невада Смит» Сэнд           |
| 1966 | ф | Песчаная галька                       | The Sand Pebbles                 | Джейк Холман                      |
| 1968 | ф | Афера Томаса Крауна                   | The Thomas Crown Affair          | Томас Краун                       |
| 1968 | ф | Буллит                                | Bullitt                          | лейтенант Фрэнк Буллит            |
| 1969 | ф | Воры                                  | The Reivers                      | Бун Хоггэнбек                     |
| 1971 | ф | Ле-Ман                                | Le Mans                          | Майкл Дилэйни                     |
| 1972 | ф | Молодой Боннер                        | Junior Bonner                    | Джуниор Боннер                    |
| 1972 | ф | Побег                                 | The Getaway                      | Картер «Док» Маккой               |
| 1973 | ф | Мотылёк                               | Papillon                         | Анри «Мотылёк» Шарьер             |
| 1974 | ф | Ад в поднебесье                       | The Towering Inferno             | Майкл О’Халлоран                  |
| 1978 | ф | Враг общества                         | An Enemy of the People           | доктор Томас Стокмэнн             |
| 1980 | ф | Том Хорн                              | Tom Horn                         | Том Хорн                          |
| 1980 | ф | Охотник                               | The Hunter                       | Ральф Торсон                      |